# Hexenprozesse in Flörsheim
Hexenverfolgung in Flörsheim ist für die Zeit von 1595 bis 1630 dokumentiert. Ihr fielen mindestens 71 Menschen zum Opfer.

## Hexenprozesse im Bereich des Kurfürstentums Mainz

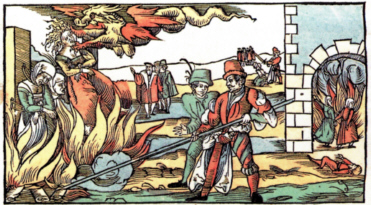
Verbrennung von drei Hexen in Derneburg, 1555, Flugblatt, 16. Jahrhundert

Die Hexenprozesse im Bereich des Kurfürstentums Mainz fielen mehrheitlich in die Amtszeiten der vier Mainzer Erzbischöfe und Kurfürsten Wolfgang von Dalberg (reg. 1582–1601), Johann Adam von Bicken (1601–1604), Johann Schweikhard von Cronberg (1604–1626) und Georg Friedrich von Greiffenclau zu Vollrads (1626–1629).
Ab 1594 kam es im Mainzer Herrschaftsbereich zu vier Wellen massiver Hexenverfolgung, jeweils um 1595, 1603, 1615 und 1627, mit vielen hunderten Prozessen und Hexenverbrennungen, mit einer hysterischen Steigerung der Hexenangst insbesondere unter Johann Adam von Bicken und Johann Schweikhard von Cronberg. Letzterer brachte 1612 System in die Hexenprozesse, indem er allen Gerichten eine Untersuchungsordnung mit 18 General- und 98 Spezialfragen zustellen ließ. Insgesamt wurden im Zuge der Hexenverfolgung im Erzstift Mainz mehr als 2000 Todesurteile gefällt, womit das Erzstift zu den verfolgungsintensivsten Territorien im Reich gehörte. Die Hexenprozesse, die auch als Mittel der Gegenreformation eingesetzt wurden, dienten einer gesellschaftlichen Disziplinierung größeren Stils, die mit anderen Mitteln in diesem Umfang und in so kurzer Zeit nicht durchführbar gewesen wäre. In der Bevölkerung wuchs die Bereitschaft, gegen vermutete Hexen vorzugehen.

## Hexenprozesse in Flörsheim
In Flörsheim, Weilbach und Wicker fielen zwischen 1595 und 1630 über 71 Frauen, Männer und Kinder dem Hexenwahn zum Opfer. Etliche sollen am Hexenberg in Flörsheim hingerichtet worden sein. Einen Extrakt aus dem Flörsheimer Hexischen Inquisitionsprotokoll hatte Johann Traberger, öffentlicher Notar und Prokurator (Rechtsanwalt) des Kurfürstlichen Hofgerichts in Mainz, niedergeschrieben.
Nach den ersten Prozessen bat die Gemeinde Flörsheim das Mainzer Domkapitel um die Erlaubnis, „dass die übrigen angegebenen Hexenweiber verhaftet und bestraft werden mögen.“ Für die Menschen war es eine schlimme Zeit: Die Bevölkerung litt unter den klimatischen Folgen der Kleinen Eiszeit mit langen strengen Wintern und kaltnassen Sommern. Missernten, Teuerung und Hungersnöte waren die Folge. Man suchte nach Sündenböcken – und man fand sie. Allerorten begannen hysterische Hexenjagden. Angeklagte wurden in den Hexenprozessen unter dem Vorwurf des Schadenzaubers verurteilt, sie hätten kalten Regen oder Hagel verursacht mit fatalen Folgen für die Nahrungsmittelproduktion. Die Jahre 1615–1618 stellen den Schwerpunkt der Flörsheimer Hexenverfolgung dar. In den Exekutionsprotokollen ist häufig vermerkt, dass die Angeklagten beschuldigt wurden, sie hätten beim Hexensabbat beschlossen, Wein und Früchte des Feldes zu verderben.

## Opfer der Hexenprozesse in Flörsheim
Stellvertretend für die in Flörsheim hingerichteten Menschen steht das Schicksal von drei als Hexen verbrannten Jugendlichen: Johann Schad, Margreth Schad und Ela Schad, hingerichtet am 6. Juli 1617 wegen angeblicher Hexerei. Viel Leid brachten die Prozesse auch sozial für die Hinterbliebenen. Sie mussten im Ort mit dem Stigma weiter leben, Familienangehörige oder Kinder einer Hexe zu sein. In Flörsheim waren dies z. B.:
- Magdalena, Melchior Stephans Frau aus Flörsheim († 17. August 1628). Sie hinterließ drei Kinder: Henrich (vier Jahre), Juliane (drei Jahre) und Margarethe (unter einem Jahr).
- Anna, Frau Jacob Schleudts aus Flörsheim († 17. August 1628). Sie hinterließ zwei Töchter bei ihrer Hinrichtung im Alter von vier Jahren und acht Monaten.
- Maria Mülichin, Frau von Jo(hann)is Haudt aus Flörsheim († 20. September 1629). Als sie verbrannt wurde, waren die Kinder Barbara und Anna vier und drei Jahre alt, die zwei Monate alte Catharina starb einen Monat nach der Verbrennung ihrer Mutter.

## Schulden für Flörsheim durch Hexenprozesse
1615 schlugen die Hexenprozesse für Flörsheim bereits mit 6.225 Gulden zu Buche. Zur Bestreitung der Unkosten der wegen Ausrottung und Bestrafung des eingerissenen Lasters der Zauberei und Hexerei befohlenen Inquisition beantragte die Gemeinde 1618 beim Kloster St. Klara in Mainz ein Darlehen von 2.000 Gulden. Die Gemeinde nahm weitere Gelder auf, konnte aber keine Rückzahlungen leisten. Gegen 1648, als die Hexenverfolgungen im Kurfürstentum eingestellt wurden, belief sich die Schuldsumme auf 9.973 Gulden, inklusive Zinsen sogar auf 12.220 Gulden. Flörsheimer Gemeindeland war verpfändet worden. 1661 bat die Gemeinde das Mainzer Domkapitel um Hilfe bei einem annehmbaren Vergleich. Noch 100 Jahre später hatte die Stadt an der Schuldenlast zu tragen.

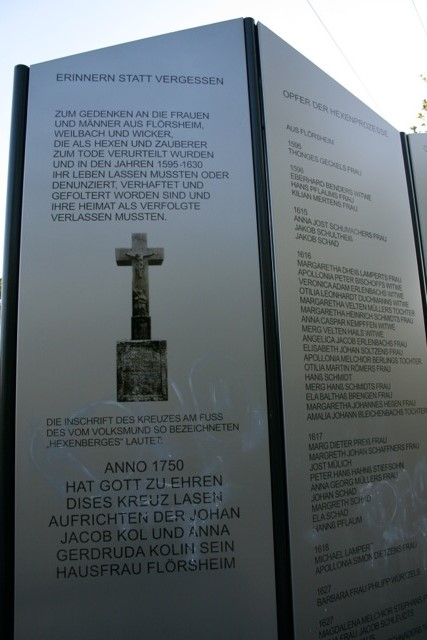
Gedenktafel Hexenprozesse Flörsheim 2013

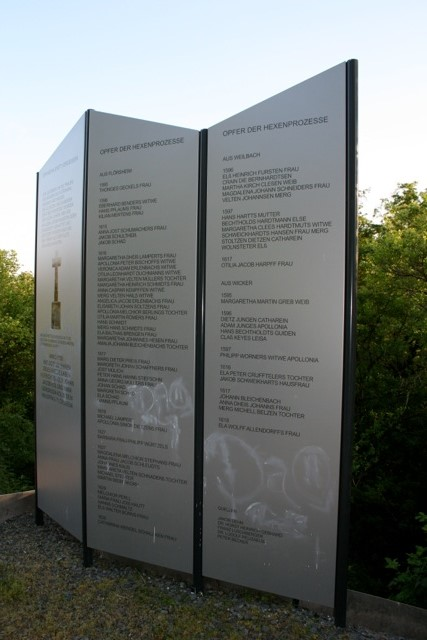
Gedenktafel Hexenprozesse Flörsheim 2013

## Gedenken
Am 16. September 2013 wurden drei übermannshohe Gedenktafeln auf dem alten „Hexenberg“ in Flörsheim oberhalb der Obermühle errichtet. Die Gedenktafeln tragen die Namen der 71 dokumentierten Personen aus Flörsheim, Wicker und Weilbach, die zwischen 1595 und 1630 als vermeintliche Hexen und Zauberer ihr Leben lassen mussten oder denunziert, verhaftet und gefoltert worden sind und ihre Heimat verlassen mussten.